# Saint-Sauveur-en-Puisaye
Saint-Sauveur-en-Puisaye is een gemeente in het Franse departement Yonne (regio Bourgogne-Franche-Comté) en telt 949 inwoners (2005). De plaats maakt deel uit van het arrondissement Auxerre.

## Geografie
De oppervlakte van Saint-Sauveur-en-Puisaye bedraagt 30,5 km², de bevolkingsdichtheid is 31,1 inwoners per km².
De onderstaande kaart toont de ligging van Saint-Sauveur-en-Puisaye met de belangrijkste infrastructuur en aangrenzende gemeenten.

## Demografie
Onderstaande figuur toont het verloop van het inwonertal (bron: INSEE-tellingen).

## Geboren in Saint-Sauveur-en-Puisaye
- Colette (1873-1954), Frans schrijfster